# OlympiaWorld Innsbruck
 (avril 2025).
Si vous disposez d'ouvrages ou d'articles de référence ou si vous connaissez des sites web de qualité traitant du thème abordé ici, merci de compléter l'article en donnant les références utiles à sa vérifiabilité et en les liant à la section « Notes et références ».
L'Olympiaworld Innsbruck est un complexe sportif situé à Innsbruck en Autriche.
Le complexe comprend :
- L'Olympiahalle (salle multifonctionnelle), qui a accueilli des épreuves des Jeux olympiques d'hiver de 1976
- La Tiroler Wasserkraft Arena Innsbruck (hockey sur glace)
- Le Tivoli Neu (football)
- Une piste de patinage de vitesse
- Un stade d'athlétisme
- Des salles de sport